# Opération Bodyguard

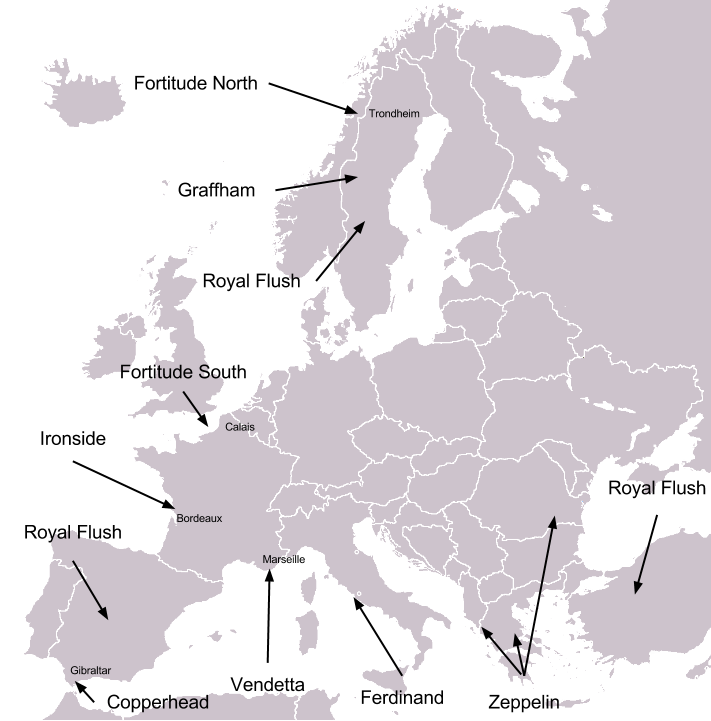
Carte décrivant les cibles de toutes les composantes de Bodyguard.

Durant la Seconde Guerre mondiale, l'opération Bodyguard (garde du corps) fut un plan de diversion générale, initié en 1943 par les Alliés et destiné à tromper les armées de l'Axe en Europe pour 1944. Le principal objectif était de cacher les intentions d'invasion de la France par le nord et le sud (respectivement opération Overlord et opération Dragoon).
Cette opération succédait à l'opération Jael.
Bodyguard incluait l'opération Fortitude (diversion d'appui à Overlord), subdivisée en deux parties majeures, l'opération Skye (britannique) et l'opération Quicksilver (américaine).
D'autres projets de diversion appuyant le débarquement de Normandie incluaient des opérations :
- opération Ferdinand,
- opération Ironside,
- opération Mincemeat,
- opération Overthrow,
- opération Royal Flush,
- opération Jéricho,
- opération Zeppelin,
- opération Copperhead,
- opération Titanic.